# Logan Lucky – A tuti balhé
A Logan Lucky – A tuti balhé (eredeti cím: Logan Lucky) 2017-ben bemutatott amerikai filmvígjáték, melynek rendezője Steven Soderbergh, forgatókönyvírója Rebecca Blunt. A főszerepet Channing Tatum, Adam Driver, Riley Keough, Daniel Craig, Seth MacFarlane, Katie Holmes, Hilary Swank, Katherine Waterston és Sebastian Stan alakítja. 
Az Amerikai Egyesült Államokban 2017. augusztus 18-án mutatták be, Magyarországon egy héttel később szinkronizálva, augusztus 24-én a Vertigo Média Kft. forgalmazásában.
Világpremierje 2017. augusztus 9-én volt Knoxville-ben, majd augusztus 18-án jelent meg az Egyesült Államokban a Bleecker Street által. A film kritikai szempontból pozitív visszajelzéseket kapott az értékelőktől. Sokan dicsérték Soderbergh rendezését és a színészek filmbéli alakítását. A Metacritic oldalán a film értékelése 78% a 100-ból, ami 51 véleményen alapul. A Rotten Tomatoeson a Logan Lucky – A tuti balhé 92%-os minősítést kapott, 99 értékelés alapján. A film világszerte összesen 48,5 millió dolláros bevételt gyűjtött a 29 milliós költségvetésével szemben. A filmben egy cameoszerep erejéig felbukkan a korábbi NASCAR versenyző, Jeff Gordon.

## Szereposztás
| Szerep            | Színész             | Magyar hang        |
| ----------------- | ------------------- | ------------------ |
| Jimmy Logan       | Channing Tatum      | Pál András         |
| Clyde Logan       | Adam Driver         | Zámbori Soma       |
| Joe Bang          | Daniel Craig        | Stohl András       |
| Bobbie Jo Chapman | Katie Holmes        | Solecki Janka      |
| Sarah Grayson     | Hilary Swank        | Kisfalvi Krisztina |
| Dayton White      | Sebastian Stan      | Szatory Dávid      |
| Max Chilblain     | Seth MacFarlane     | Czvetkó Sándor     |
| Warden Burns      | Dwight Yoakam       | Galbenisz Tomasz   |
| Sylvia Harrison   | Katherine Waterston | Sipos Eszter       |
| Fish Bang         | Jack Quaid          | Gacsal Ádám        |
| Sam Bang          | Brian Gleeson       | Horváth Gergely    |